# Enskild (juridik)
Enskild är en juridisk term som har olika betydelse beroende på inom vilket rättsområde den används.

## Offentligrättslig betydelse
Inom den offentliga rätten och processrätten syftar enskild eller den enskilde på en fysisk eller juridisk person som inte är en myndighet eller annat offentligt organ. Termen används som motsats till allmän eller det allmänna.
Ofta används termen enskild för att beskriva människor eller företag i förhållande till myndigheter, exempelvis som i allmän och enskild väg. Termen förekommer i författningstext i Sverige, bland annat i offentlighets- och sekretesslagen och i viss skattelagstiftning.

## Finansrättslig betydelse
Inom finansrätten används termen enskild firma för att beskriva en bolagsform där en näringsidkare driver sin verksamhet i egenskap av fysisk person.

## Familjerättslig betydelse
I äktenskapsbalken syftar enskild egendom på en makes egendom som inte är giftorättsgods. Enskild egendom omfattas således inte av reglerna om bodelning mellan makar.